# Bottegoa insignis
Bottegoa insignis är en vinruteväxtart som beskrevs av Emilio Chiovenda. Bottegoa insignis ingår i släktet Bottegoa och familjen vinruteväxter. Inga underarter finns listade i Catalogue of Life.